# Terry Branstad
Terry Edward Branstad (Leland, 17 novembre 1946) è un politico statunitense, ambasciatore statunitense in Cina dal 2017 al 2020. In precedenza ha ricoperto la carica di governatore dell'Iowa per due volte (sei mandati in totale): dal 1983 al 1999 e dal 2011 al 2017.